# Michael Aquino

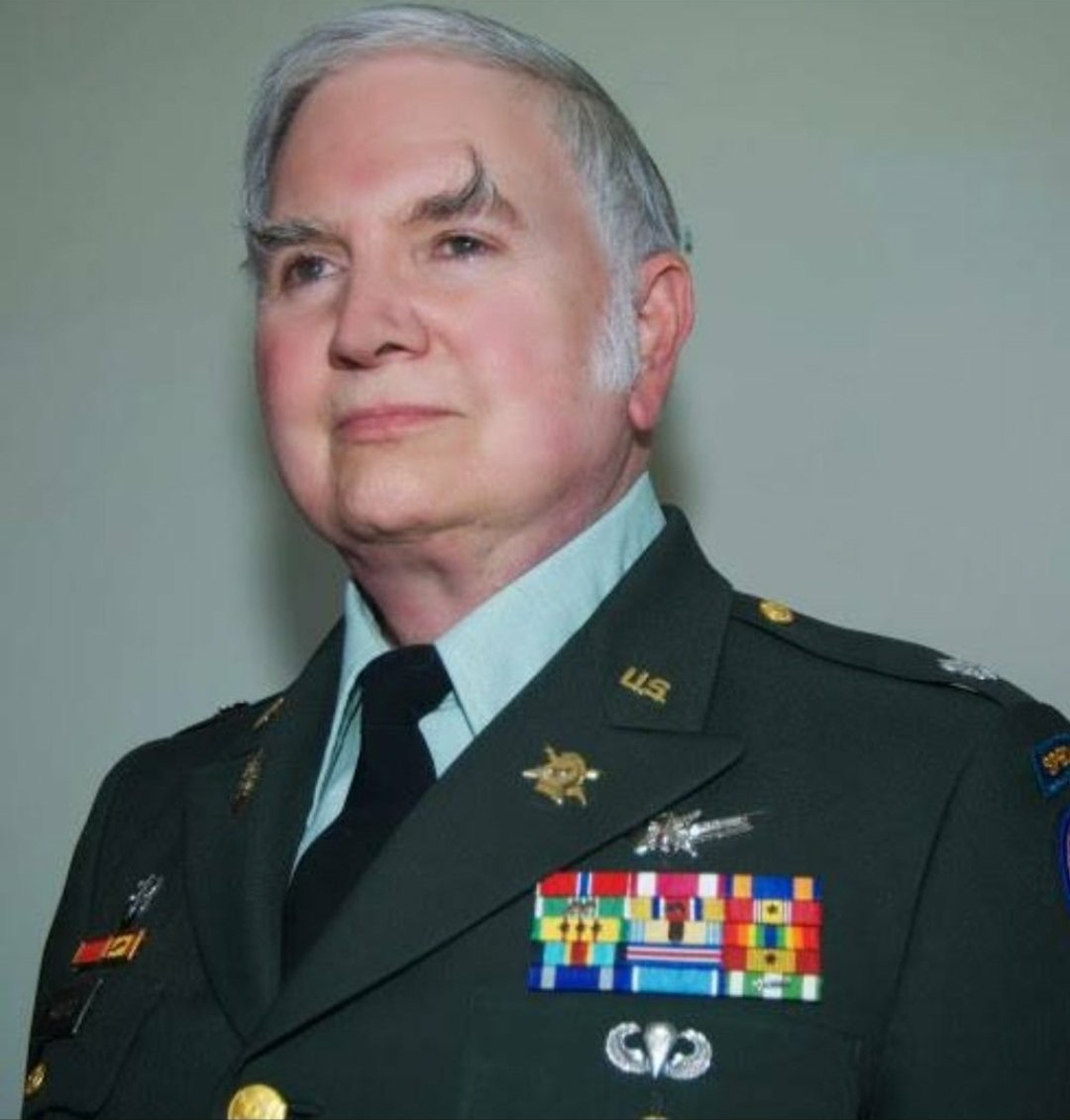
Michael A. Aquino

Michael Angelo Aquino (* 16. Oktober 1946 in San Francisco; † 1. September 2019) war ein US-amerikanischer Satanist und der Gründer sowie langjähriger Hohepriester des Temple of Set. Er war außerdem Spezialist für psychologische Kriegsführung des Militärgeheimdienstes und Offizier der US Army.

## Karriere
Aquino war Absolvent der University of California, Santa Barbara und erhielt 1968 einen Bachelor in Politikwissenschaft und 1980 einen Ph.D. Im Jahr 1968 trat er als Spezialist für psychologische Kriegsführung in die Armee ein, wo er im Vietnamkrieg eingesetzt wurde. Er diente bei den Green Berets und in den 1970er Jahren war er Verbindungsoffizier zur NATO in mehreren europäischen Ländern. Er besuchte auch die von der SS und Heinrich Himmler genutzte Wewelsburg und soll dort eine satanische Zeremonie vollzogen haben. Er soll außerdem Kontakte zu rechtsextremen Kreisen in Europa aufgebaut haben, als Führer einer Gruppe namens "Monarch", die möglicherweise mit der Operation Gladio verbunden war.
Nachdem er 1980 seinen Ph.D. erworben hatte, arbeitete Aquino bis 1986 als außerordentlicher Professor an der Golden Gate University, während er weiterhin in der US-Armee als Reserveoffizier der aktiven Garde im Presidio von San Francisco diente. 1981 war Aquino Reserveattaché bei der Defense Intelligence Agency (DIA), und ein Jahr später war er Student am Foreign Service Institute, das vom Department of State gefördert wird. Als Geheimdienstoffizier erhielt er so Zugang zu Dokumenten der höchsten Sicherheitsstufe. Später arbeitete er als Programmanalyst am Reserve Personnel Center der US Army in Saint Louis, wo er mit Personalfragen betraut war. Er war auch für die Bank Merrill Lynch tätig und erwarb eine Lizenz als Wertpapierhändler an der New York Stock Exchange. Im Jahr 1994 schied Aquino aus dem aktiven Dienst der Armee aus, wurde ehrenvoll in die Reserve versetzt und mit der Meritorious Service Medal ausgezeichnet.

## Gründung des Temple of Set
1969 schloss er sich der Church of Satan unter Führung von Anton LaVey an und stieg schnell in den Reihen der Gruppe auf. 1971 wurde Aquino innerhalb der Kirchenhierarchie zum Magister Caverns des IV. Grades ernannt, war Herausgeber der Publikation The Cloven Hoof und saß im leitenden Rat der Neun. Es kam jedoch mit der Zeit zu Konflikten um die Ausrichtung der Gruppe zwischen LaVey und Aquino. So lehnte letzterer den Atheismus und Materialismus von LaVey ab. Als dieser begann, Ämter in der Church of Satan für Geld zu verkaufen, verließ Aquino die Gruppe schließlich 1975.
Nachdem er aus der Church of Satan ausgetreten war, begann er ein Ritual, bei dem er Satan um Rat fragte, was er als Nächstes tun solle. Seinen Angaben zufolge erschien Satan ihm im Mittsommer 1975 und offenbarte ihm, dass er Set genannt werden wolle, ein Name, den seine Verehrer im alten Ägypten benutzt haben sollen. Aquino fertigte einen religiösen Text an, The Book of Coming Forth by Night, von dem er behauptete, er sei ihm von Set in einem Prozess des automatischen Schreibens offenbart worden. Das Buch erklärte Aquino zum Magus des neuen Äons von Set und zum Erben von LaVey's „infernalischem Mandat“. Auf dieser Grundlage gründete er den Temple of Set, welcher sich der Verehrung von Set verschrieben hat. Im Gegensatz zum Ansatz von LaVey hat diese Gruppe eine okkulte und hermetische Ausrichtung. Aquino nahm in der Ausrichtung dabei stark auf das Werk des britischen Okkultisten Aleister Crowley Bezug. Ziel der Gruppe ist die Selbstvergöttlichung, u. a. durch die Durchführung von Ritualen und die Ausübung von schwarzer Magie.
1975 wurde der Temple of Set als gemeinnützige Kirche in Kalifornien eingetragen und erhielt noch im selben Jahr die staatliche und bundesstaatliche Anerkennung und Steuerbefreiung. Aquino blieb bis 1979 der Hohepriester des Temple, bis er dieses Amt an Ronald Keith Barrett abgab, der nach Streitigkeiten einige Jahre später ebenfalls eine eigene satanische Sekte gründete, den Temple of Anubis. Aquino war erneut Hohepriester zwischen 1982 und 1996 und zwischen 2002 und 2004.

## Vorwürfe des Kindesmissbrauchs
Im November 1986 begann die Polizei von San Francisco mit der Untersuchung von Vorwürfen des sexuellen Missbrauchs im Zusammenhang mit dem Child Development Center der Armee in Presidio, San Francisco. Ein Mädchen meldete sich im August 1987 und identifizierte Aquino als Täter. Mindestens 58 von 100 Kindern, die die Kindertagesstätte besucht hatten, zeigten körperliche und geistige Anzeichen von sexuellem Missbrauch, was zu einer Klage der Eltern auf Schadensersatz in Höhe von 60 Millionen US-Dollar führte. Eine Untersuchung gegen Aquino wurde eingeleitet, die aber eingestellt wurde, nachdem keine ausreichenden Beweise gefunden werden konnten.
John W. DeCamp, ein republikanischer Politiker und ehemaliger Abgeordneter des Nebraska Legislature, brachte Aquino mit dem Franklin-Cover-Up-Skandal in Verbindung. Es wurde allerdings keine Anklage erhoben und ein Geschworenengericht legte den gesamten Fall 1990 zu den Akten.